# Stella, cortigiana del Pireo
Stella, cortigiana del Pireo (Στέλλα) è un film greco del 1955 diretto da Michael Cacoyannis.
In concorso al Festival di Cannes 1955, il film è l'adattamento cinematografico dell'omonima opera teatrale di Iákovos Kambanéllis. Inoltre, il film rappresentò il debutto dell'attrice Melina Merkouri, una delle più importanti del cinema greco.

## Trama
Atene, 1953. Stella è la cantante principale del locale di cabaret Παράδεισος (Paradiso), un club rebetiko situato nell'antico quartiere ateniese di Plaka. Ella riceve continuamente le avances di molti uomini, che spesso rifiuta, declamando la propria libertà di amare chi vuole.
Il suo fidanzato, Alékos, è un sensibile giovane proveniente da famiglia borghese, che un giorno le regala il pianoforte che lei tanto sognava per coronare il suo sogno di una tournée in giro per il Mediterraneo; mentre cerca un pianista che suoni mentre lei canta, incontra Míltos. Bellissimo e atletico, egli è nato povero nei quartieri popolari del porto del Pireo, ed è una stella del calcio dell'Olympiakos. Tuttavia, mentre Alékos è calmo ed educato, Míltos parla in modo rozzo, spesso urla, ed è estremamente volgare. Stella non si lascia sedurre da un uomo del genere, così se ne va.
La mattina seguente, Alékos chiede a Stella di sposarlo, ma lei decide di lasciarlo, cosa che il giovane, seppur a malincuore, accetta rispettando la scelta di lei.
Quella stessa sera, Stella scopre di essere seguita da Míltos, ubriaco, fino al Paradiso. Egli le chiede senza troppe premesse di andare a letto con lui, minacciando di sfondare la vetrina del locale con la sua macchina. Stella accetta di fare un giro in macchina con lui, ma quando lui inizia a toccarla e molestarla, lei lo insulta e se ne torna al Paradiso. Míltos, non accettando il rifiuto, torna più tardi quella stessa notte, con della dinamite che minaccia di accendere facendo esplodere il locale. Tutti fuggono ma coraggiosamente Stella rimane e, a testa alta, lo sfida a far saltare davvero tutto in aria. All'ultimo secondo egli spegne la miccia e capisce che Stella non è come le altre, dicendo di essere ancora più attratto da lei ("Mi piacciono quelle come te, che fanno le difficili").
Alcuni giorni più tardi Alékos si ammala, e la sua snob famiglia, che odia il Paradiso e soprattutto Stella, che considerano una meretrice, mandano però la sorella di Alékos a convincere Stella a sposare il giovane, sapendo quanto quest'ultimo ami Stella. La famiglia è pronta ad accettare il matrimonio se Stella rinuncia alla carriera di cantante. Lei, determinata a perseguire la propria carriera, accetta con forza.
Poi Alékos inizia a spiare l'appartamento di Stella dalla strada e, notando le persiane chiuse, pensa subito che Míltos sia con lei. Non facendo attenzione a dove va ma continuando a fissare la casa di Stella, cammina in mezzo alla strada e viene immediatamente investito, morendo. Al funerale di Alékos Stella viene incolpata dell'accaduto dalla famiglia di lui: lei ribatte che è stata la loro rigida moralità ad aver indirettamente ucciso Alékos.
Il giorno seguente Míltos, avendo ormai sviluppato una vera e propria ossessione per Stella, riappare e propone alla giovane donna di sposarlo. Stella riceve inoltre la visita della futura suocera, che insiste che Stella dovrà abbandonare tutta la sua carriera di cantante: solo così potrà fungere da "buona moglie" per Míltos, stando a casa e dandogli tanti figli. Rimasta sola, Stella si accorge di come tutti gli uomini che la circonda vogliano cambiarla, come se fosse nulla di più di un oggetto.
Il giorno del matrimonio forzato, il 28 ottobre, giorno della festa nazionale greca del "Giorno del No", Stella decide di non presentarsi al matrimonio. Vagando per le strade di Atene osservando le parate di festa, incontra Andonis, uno dei suoi molti ammiratori, con cui sceglie di concedersi una serata di libertà ballando e bevendo in un jazz club.
Míltos, rimasto solo tutta la notte, insegue Stella fino a casa di lei, in preda ad un'ira cieca. Quando ella nota la sagoma di Míltos e soprattutto il pugnale che egli stringe fra le mani, lui le grida che se accetterà il matrimonio una volta per tutte, la risparmierà e tutto finirà. Stella avanza verso di lui con un'espressione di massimo disgusto, senza dire nulla. Quasi spaventato da lei, Míltos la bacia, e nella stretta la pugnala, ammazzandola.

## Produzione
Stella, cortigiana del Pireo, secondo lungometraggio di Michael Cacoyannis, è talvolta considerato il miglior film in assoluto del regista, nonché uno dei film greci migliori di sempre.
Gli storici del cinema ritengono che questo film abbia dato inizio al cosiddetto "Nuovo cinema greco", movimento cinematografico avvenuto negli anni '70 e '80.

## Colonna sonora
La colonna sonora del film venne realizzata da alcuni importanti compositori del XX secolo: il Premio Oscar Manos Hadjidakis, Vasilis Tsitsanis e Sofia Vembo, nel film anche attrice, nonché una tra le più importanti figure della resistenza greca contro l'occupazione nazista durante la seconda guerra mondiale.

## Distribuzione
Il film venne presentato in anteprima mondiale al Festival di Cannes 1955, in concorso per la Palma d'oro. Il film venne poi distribuito prima nelle sale cinematografiche francesi, il 28 aprile 1955, e solo successivamente anche nel resto d'Europa: in Grecia uscì il 21 novembre 1955 e in Italia soltanto il 27 luglio 1960.

## Accoglienza

### Incassi
Fin dalla prima settimana di uscita, il film si classificò al primo posto ai botteghini in Grecia.

### Analisi
Il personaggio principale del film, Stella, è stato oggetto di numerosi studi e analisi da parte dei critici cinematografici: primi fra tutti Robert Shannan Peckham e Pantelis Michelakis, che hanno svolto la seguente analisi del film nel loro saggio Paradise Lost, Paradise Regained.
Stella è un'eroina tragica condannata tanto dai suoi contemporanei, di cui rifiuta le imposizioni, quanto dal destino stesso. Proprio per questo suo essere un'eroina ribelle colpita tanto dalla tragicità dei tempi quanto dall'ordine del destino, Stella è stata ampiamente paragonata a personaggi propri della tragedia greca, primo fra tutti Antigone, anch'ella ribelle nei confronti delle leggi della sua città, che vorrebbero l'ἀταφία (ovvero il rimanere insepolto) del fratello di lei Polinice, che invece la donna seppellisce comunque. Per il suo carattere ribelle contro l'oppressione di figure maschili come Míltos (nel film simbolo del patriarcato da sempre radicato in Grecia), che la considera una sua proprietà, Stella rappresenta anche un simbolo dell'emancipazione femminile, iniziata in Grecia proprio l'anno precedente all'uscita del film: il 1954, quando nel paese ottennero il diritto di voto. Per il suo avere come protagonista una donna indipendente, il film venne distribuito in Francia col titolo di Stella, femme libre ("Stella, donna libera").
Tuttavia, la ribellione di Stella rappresenta anche lo strumento della sua fine: ella infatti è costretta ad isolarsi dalla sua identità di greca, cercando di adottare codici che non sono i suoi, quelli più progressisti e contro i matrimoni combinati della cultura americana, importata nel paese dai soldati alleati. Ciò lo porterà a subire le continue violenze psicologiche di Míltos, fino ad essere uccisa dall'uomo. L'insegnamento che vuole trasmettere il film, tuttavia, non è di basarsi in modo conservatore unicamente alle tradizioni ancora retrograde della Grecia, bensì di far evolvere la mentalità greca rispettando le tradizioni ma al contempo integrando novità provenienti dall'estero.
Insomma il film affronta non solo le vicende della giovane donna Stella, ma anche le contraddizioni che hanno dilaniato la Grecia in seguito la fine della guerra civile (1946-1949): da una parte il desiderio di cambiamento e di modernizzazione e dall'altra la paura del nuovo e di una possibile perdita dell'identità nazionale.

## Riconoscimenti
- 1956 - Golden Globe
  - Miglior film straniero a Michael Cacoyannis[13]
- 1955 - Festival di Cannes
  - Candidatura per la Palma d'oro a Michael Cacoyannis